# Flower of Scotland
"Flower of Scotland" er en sang, skrevet af Roy Williamson fra den skotske gruppe "The Corries".
Selv om "Flower of Scotland" ikke er en traditionel nationalsang, bliver den opfattet som sådan, sammen med "Scotland the Brave".